# Transamond II de Spolète
Transamund II de Spolète est un duc lombard de la première moitié du VIIIe siècle. 

## Biographie
Thrasamund II parvient au pouvoir en 719-720 en se révoltant contre son père Faroald, duc de Spolète, le déposant et le faisant clerc. 
Devenu duc, il se révolte contre Liutprand, roi des Lombards, obligeant ce dernier à marcher contre lui à la tête d'une armée : Transamund fuit à Rome tandis que Liutprand installe un certain Hildéric à la tête du duché de Spolète. 
Plus tard, Transamund rentre à Spolète, décidé à reprendre son duché, tuant Hildéric au tout début des années 740, et provoquant une nouvelle fois l'intervention du roi Liutprand, décidé d'en finir avec ce rebelle. Liutprand se rend à Spolète, dépose Transamund et le fait clerc, tout un plaçant un neveu à la tête du duché, Agiprand.

## Sources
- Paul Diacre, Histoire des Lombards.